# Бел Еър (окръг Хартфорд, Мериленд)
Бел Еър (на английски: Brevard) е град в щата Мериленд, САЩ, административен център на окръг Хартфорд.

## География
Градът е разположен на 115 метра надморска височина на площ от 7,85 km2.
Бел Еър се намира в пояса на влажния субтропичен климат. Отличава с горещи, често влажни лета, меки, влажни пролети, приятни есени и хладни до мразовити зими.

## История
Градът е основан от Акила Скот през 1780 г., който му дава името Бел Еър. През 1782 г. става седалище на окръг на Харфорд и синът на Акила Скот строи съд на главната улица. Селището се развива значително след края на Гражданската война. Градът е учреден официално през 1874 г.

## Население
Според преброяването от 2020 г. общият брой на населението е 10 661 души.
- Офис на шерифството
- Сграда на пристанищния депозит, построена през 1915 г.
- Съдебната палата на Бел Еър